# 巴勒当
巴勒当（法語：Balledent，法語發音：[baldɑ̃]）是法国新阿基坦大区上维埃纳省的一个市镇，位于该省中北部，属于贝拉克区。

## 地理
巴勒当（46°6'38"N, 1°12'33"E）面积12.28 平方千米，位于法国新阿基坦大区上维埃纳省，该省份为法国中西部省份，北起顺时针与安德尔省、克勒兹省、科雷兹省、多爾多涅省、夏朗德省和维埃纳省接壤。
与巴勒当接壤的市镇（或旧市镇、城区）包括：朗孔、沙托蓬萨克、圣帕尔杜勒拉克。

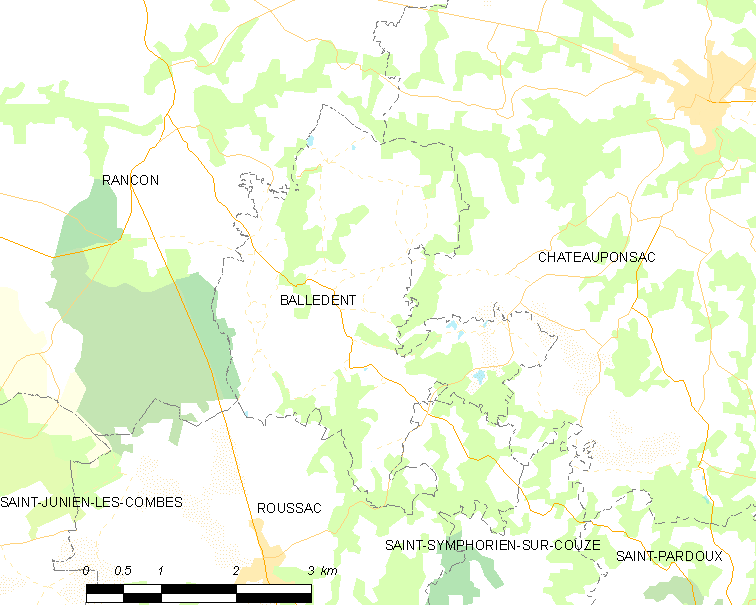
巴勒当的OSM定位图

巴勒当的时区为UTC+01:00、UTC+02:00（夏令时）。

## 行政
巴勒当的邮政编码为87290，INSEE市镇编码为87007。

## 政治
巴勒当所属的省级选区为沙托蓬萨克县。

## 人口

1962-2008年间巴勒当人口变化图示

巴勒当于2022年1月1日时的人口数量为199人。